# Henry Cros

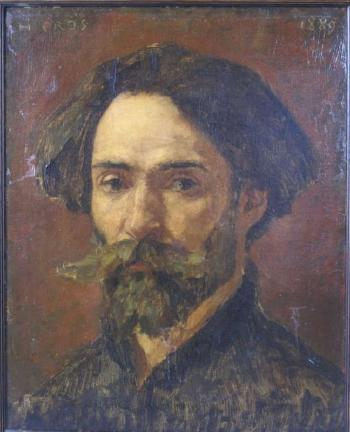
Henri Cros, Selbstporträt von 1889.

César Isidore Henry Cros, auch Henri Cros (* 16. November 1840 in Narbonne, Frankreich; † 31. Januar 1907 in Sèvres, Frankreich), war ein französischer Glaskünstler, Bildhauer und Maler. Er war dem Symbolismus des  literarisch-künstlerischen Pariser Salons von Nina de Callias verbunden.

## Familie
Henry Cros entstammte einer Familie von Intellektuellen. Er war der Sohn des Philosophen Simon Charles Henri Cros (1803–1876) und der Josephine Thor sowie der Enkel des Autors Antoine Cros (1769–1844). Seine Brüder waren der Chirurg Antoine Hippolyte Cros (1833–1903), der als Antoine II. der dritte Herrscher des Königreichs von  Araukanien und Patagonien war, sowie der Dichter und Erfinder Charles Cros (1842–1888).

## Leben

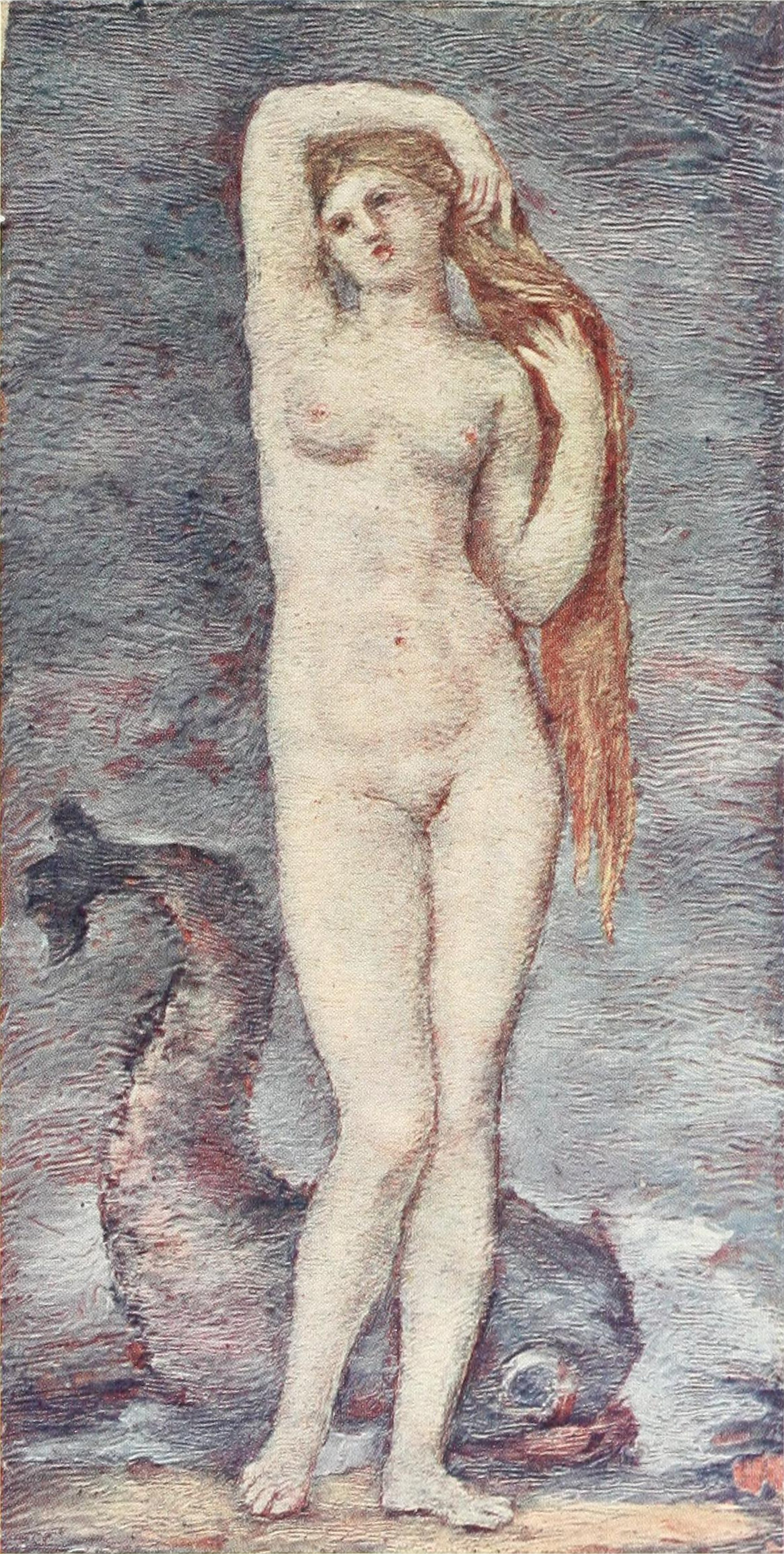
Bildnis der Venus, vor 1907.
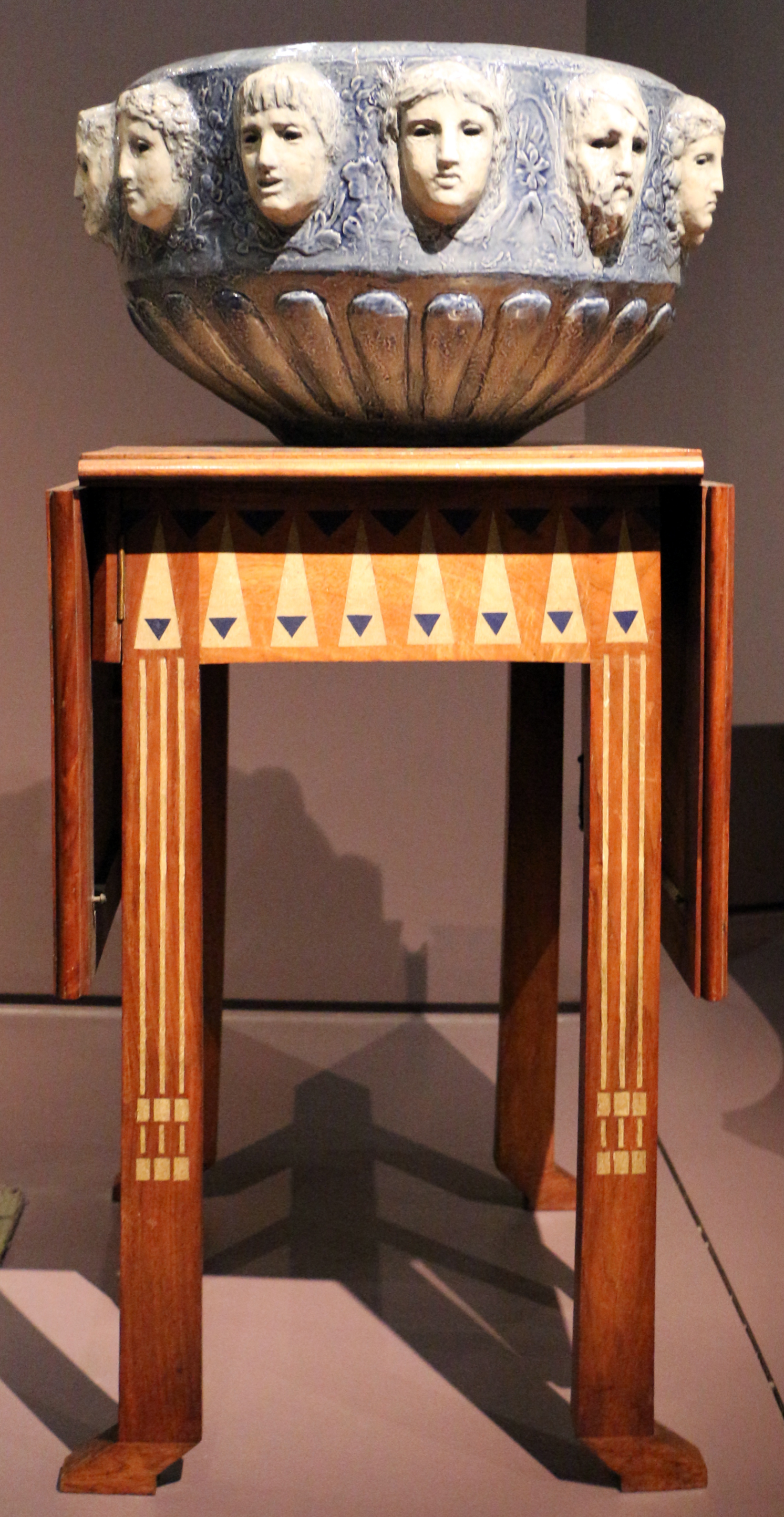
Gartenvase von 1900
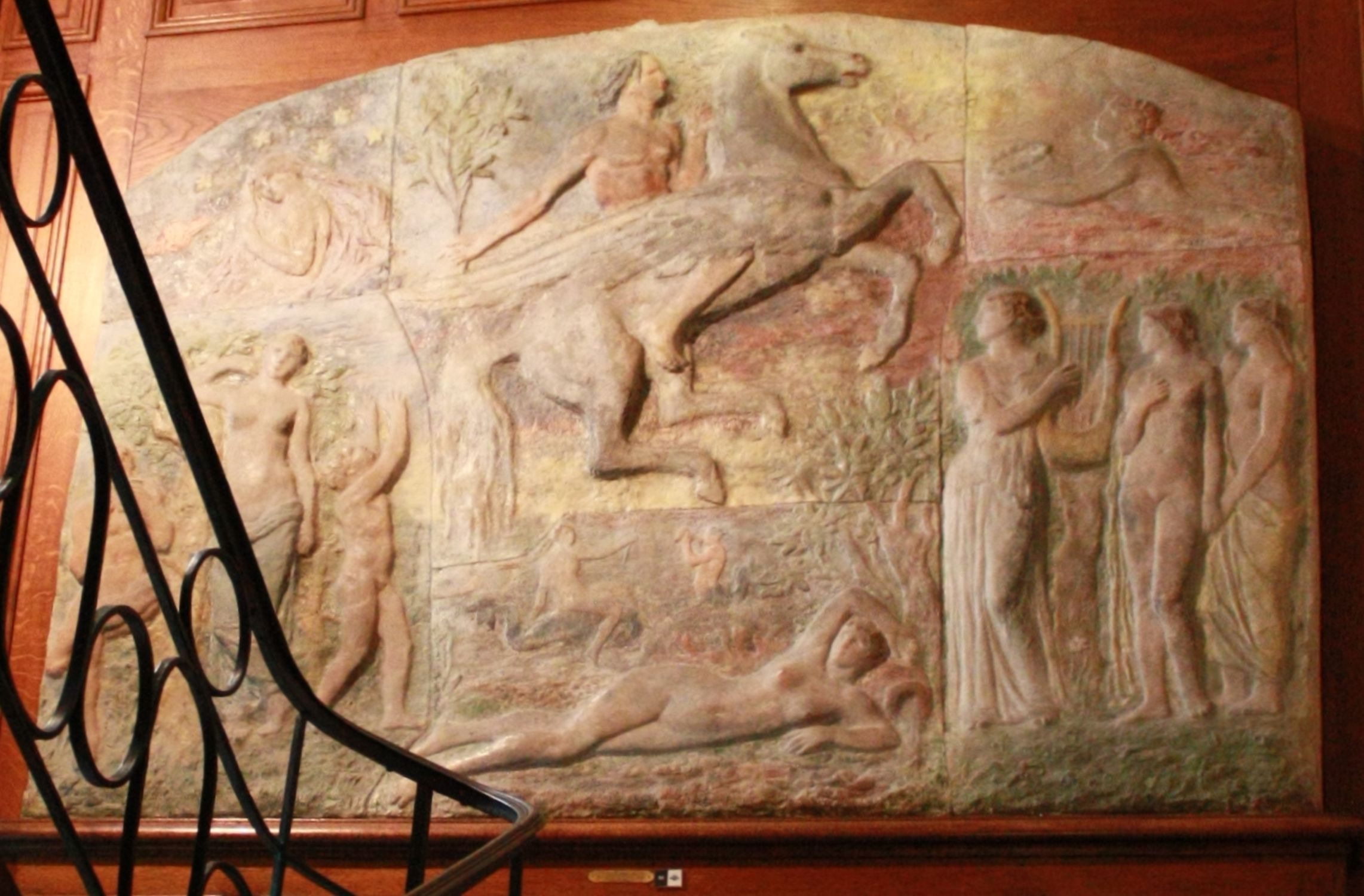
Relieftafel Apothéose de Victor Hugo im Haus Victor Hugos.
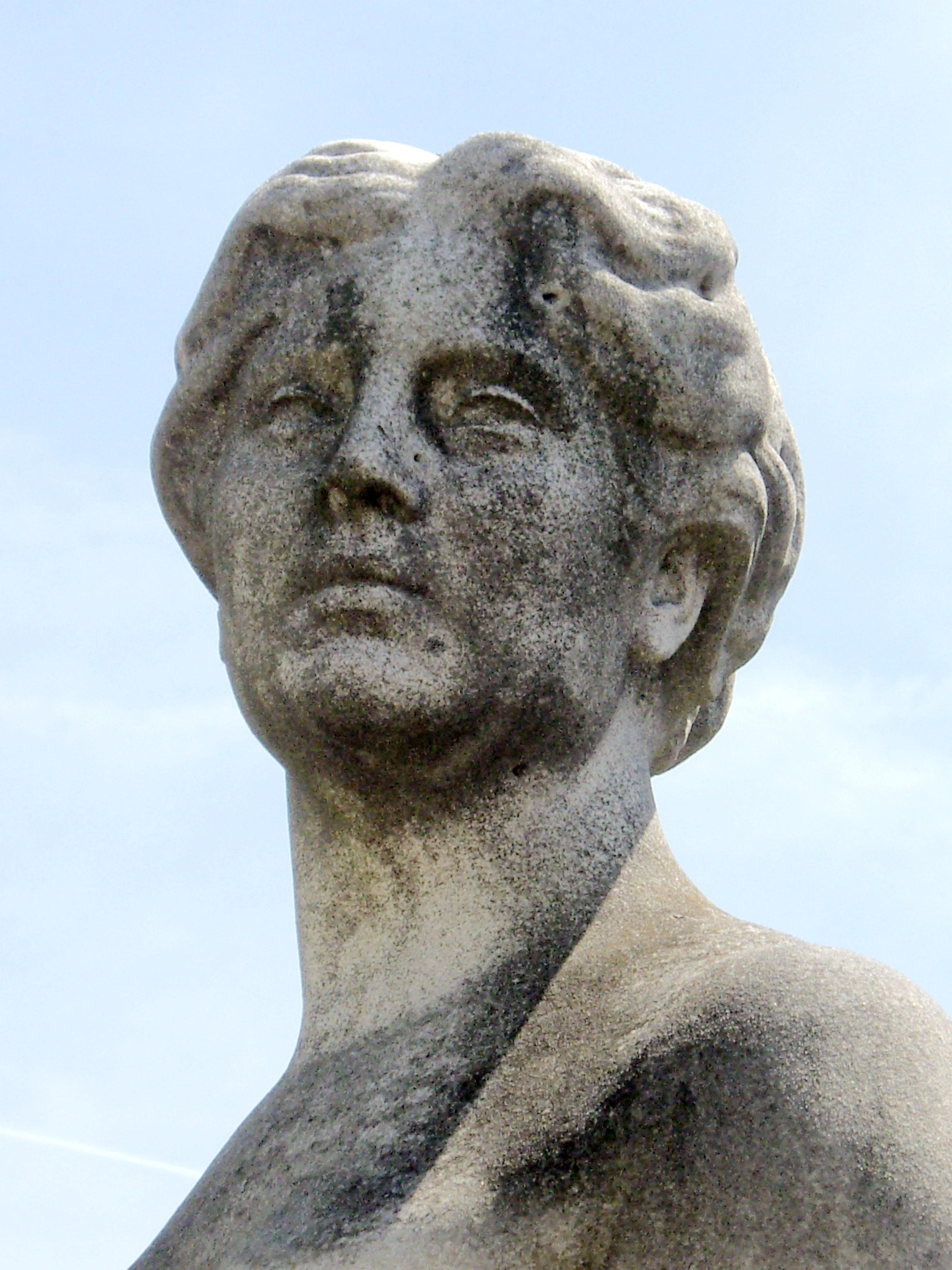
Grabbüste der französischen Schauspielerin Agar.

Henry Cros erlernt die lateinische und griechische Sprache und hatte Kenntnisse der hebräischen Sprache. 1854 wurde er in Malerei unterwiesen. An der École des Beaux-Arts in Paris wurde er Schüler der Bildhauer François Jouffroy und Antoine Étex sowie des Malers Jules Valadon. 1861 zeigte er zum ersten Mal seine Arbeiten in der Öffentlichkeit und stellte eine Gipsbüste seines Bruders Charles aus, später experimentierte er mit Porträtbüsten aus Terrakotta, Alabaster, Marmor und Wachs. 1863 nahm er am Salon des Refusés teil. Er formte mehrfarbige Figuren aus Wachs, stellte sie aus und erhielt darauf mehrere Aufträge. Weiterhin versuchte er sich in enkaustischer Malerei und veröffentlichte ein Buch über die Technik. Darüber hinaus experimentierte er mit der Farbfotografie.
Henry Cros war „besessen von der Idee, farbige Skulpturen zu schaffen“. Bei seinem Studium altgriechischer und ägyptischer Glastafeln im Musée du Louvre stellte er fest, dass Objekte aus Glas in mehreren Schattierungen durchgefärbt waren, die so nicht mit traditionellen Methoden hergestellt werden konnten, da die Hitze des Brennofens die Farben immer wieder verlaufen ließ und vermischte. In Versuchen setzte er 1884 im Ofen seiner Küche sein erstes Medaillon in der Mehrfarb-Schmelzglastechnik Pâte de verre um, das ein Porträt seiner Nichte Laure-Thérèse Cros zeigte, der Tochter seines Bruders Antoine Hippolyte und späteren Prinzessin von Araukanien und Patagonien. Zufrieden mit dem Ergebnis baute er sich in seiner Werkstatt einen Brennofen. Von nun an widmete er sich der Arbeit mit Pâte de verre und stellte daraus zahlreiche Tafeln, Rundfenster und Medaillons mit Basreliefs her, die meist allegorischen oder mythischen Themen folgten. Seine Arbeiten im Jugendstil hatten oft eine raue Oberfläche oder gebrochene Kanten, womit er das antike Aussehen zu betonen suchte.
Auf der Internationalen Ausstellung 1869 in Paris erhielt Cros eine Silbermedaille. Seine Tafeln beeindruckten den Direktor der Pariser Kunstschule École des Beaux-Arts derart, dass dieser der Manufacture royale de porcelaine de Sèvres empfahl Cros einen Ofen zur Verfügung zu stellen. Die Verwaltung des Unternehmens zögerte, jedoch erwirkte der Nachfolger des Direktors des Schule, Henry Roujon, 1891 eine ministerielle Anordnung und überzeugte die Manufaktur schließlich im Jahr 1893 Cros einen entbehrlichen Brennofen zu überlassen; zudem verhalf er Cros zu einem Zuschuss des Ministeriums für Schöne Künste. Cros begann nun mit größeren Tafeln zu experimentieren, die später aus Einzelteilen zusammengesetzt wurden. Seine erste Tafel mit dem Titel Die Geschichte des Wasser stellte er 1894 fertig. Im folgenden Jahr wurde er als Ritter in die Ehrenlegion aufgenommen. In einer stillgelegten Windmühle in Sèvres wurde schließlich eine Werkstatt für ihn gefunden und mit dem Bau eines neuen Ofens begonnen, der 1897 fertig gestellt wurde.
Hier konnte er nun die von ihm geplanten monumentalen Pâte de verre-Tafeln ausführen. Seine zweite große Tafel Die Geschichte des Feuers stellte er 1900 fertig und zeigte sie im gleichen Jahr auf der Pariser Weltausstellung, wo sie mit einer Goldmedaille ausgezeichnet und schließlich vom Musée des Arts décoratifs in Paris erworben wurde. Seine dritte große Tafel Die Apotheose des Victor Hugo wurde 1905 fertiggestellt und in Hugos Haus installiert, in dem heute ein Museum (Maison de Victor Hugo) untergebracht ist. Seine letzte große Tafel sollte der Wandschmuck über einem  Kaminsims im Schloss Grosbois des Prinzen de Wagram sein, jedoch wurde das Projekt durch Cros’ Tod 1907 unterbrochen.
Der Künstler hatte nur seinen Sohn Jean Cros (1884–1932) in die Techniken des Herstellung von Pâte de verre eingeweiht, das einzige seiner drei Kinder, das mit ihm gearbeitet hatte. Jean vollendete den Wandschmuck und arbeitete weiter im Atelier seines Vaters, wo er eine Reihe von Tafeln mit provenzalischen Landschaften und Szenen aus Gemälden von Mitgliedern der Künstlergruppe Nabis ausführte. Er fertigte zudem mehrere Modelle aus Pâte de verre nach Skulpturen seiner Freunde Antoine Bourdelle und Auguste Rodin. Nachdem die Manufaktur in Sèvres ihm 1912 gekündigt hatte richtete er in seinem Haus ein Atelier ein. Von 1918 bis zu seinem Tod spezialisierte er sich auf die Herstellung von Tafeln aus Pâte de verre für Wandleuchten und Lampen, wobei ihn  seine jüngere Schwester unterstützte. Das von seinem Vater weitergereichte Wissen über die Herstellung von Glaspaste nahm er mit in sein Grab.

## Veröffentlichungen
- Mit Charles Henry: L’encaustique et les autres procédés de peinture chez les anciens. Histoire et technique. Rouam, Paris 1884, 130 S.